# Osmoxylon insigne
Osmoxylon insigne là một loài thực vật có hoa trong Họ Cuồng cuồng. Loài này được (Miq.) Becc. mô tả khoa học đầu tiên năm 1878.